# Edward Stenz
Edward Stenz (ur. 22 stycznia 1897 w Warszawie, zm. 21 lutego 1956 w Sztokholmie) – polski geofizyk.

## Życiorys
Ukończył Gimnazjum im. Mikołaja Reja w Warszawie i w 1917 zapisał się na Uniwersytet Warszawski (Sekcję Matematyczno-Fizyczną Wydziału Filozoficznego). W 1918 przerwał studia, by wstąpić do formowanego w tym czasie polskiego wojska (pełnił służbę obserwatora Głównej Stacji Meteorologicznej w Warszawie). W 1920 zdemobilizowany, powrócił na studia, które ukończył w 1923. W 1926 uzyskał doktorat na Uniwersytecie Stefana Batorego w Wilnie (praca Natężenie promieniowania słonecznego i insolacja w Warszawie). W czasie studiów objął asystenturę na UW. W 1925 zrezygnował z niej ze względu na nominację na kierownika Wydziału Morskiego Państwowego Instytutu Meteorologicznego w Nowym Porcie. W 1927 przyjął zaproszenie Henryka Arctowskiego na swego współpracownika na Uniwersytecie we Lwowie (Instytut Geofizyki i Meteorologii). W 1928 odbył podróż naukową do Poczdamu, Paryża i De Bilt, celem zapoznania się z nowoczesnymi metodami prac magnetycznych. Prowadził pomiary magnetyczne okolic Lwowa, a także kierował pracami stacji magnetycznej w Daszawie. W ciągu trzech sezonów letnich wykonał (wraz z prof. Henrykiem Orkiszem) zdjęcia bezwzględne na obszarze ponad 7300 km², złożone z 550 punktów pomiarowych. W latach 1929–1930 dokonał zdjęcia obszarów gazonośnych w okolicach Stryja i Sokola. W latach 1936–1937 rozszerzył tę działalność na północny Śląsk. Prace te były istotne ze względu na poszukiwania złóż gazu. Od 1917 prowadził badania aktynometryczne (początkowo pod kierunkiem prof. Władysława Gorczyńskiego). W 1922 zwiedził kilka obserwatoriów astronomicznych w Europie (Davos, Frankfurt nad Menem, Zurych, Poczdam, St. Blasien). W 1923 wykonał cenne pomiary aktynometryczne i pyrheliometryczne w stacji badawczej na Lubomirze, a potem dokonywał podobnych pomiarów na Jungfraujoch. W 1924 kontynuował badania na Pożyżewskiej, a w 1925 w Zaleszczykach. Jesienią 1925 popłynął w podróż naukową do Buenos Aires na statku Flandre (z Amsterdamu). W czasie tej podróży wykonał jako pierwszy na świecie pomiary pyrheliometrem Ångströma na morzu. W kwietniu 1928 badał wielki opad pyłu eolicznego, wykazując (wbrew stanowisku naukowców niemieckich), że pochodził on nie z Azji Mniejszej, lecz z Ukrainy. W latach 1931–1932 pracował w Nicei nad absorpcją pary wodnej w podczerwonej części widma słonecznego (wraz z prof. Gorczyńskim). W 1931 przeprowadzał podobne pomiary w Czarnohorze. W celu badań zaćmień słonecznych brał udział w dwóch polskich wyprawach badawczych: 1927 (Laponia szwedzka) i 1936 (Syberia Zachodnia). Na jeziorach wigierskich badał w tym czasie przenikanie promieniowania słonecznego przez wody. W latach 1933–1937 dokonywał pomiarów grawimetrycznych pod Truskawcem. Lata 1937-1938 spędził na organizowaniu obserwatorium na Kasprowym Wierchu (był kierownikiem powstającej placówki). Wiosną 1939 wyjechał do Kabulu, przyjmując od rządu afgańskiego propozycję objęcia stanowiska dyrektora Służby Meteorologicznej i Hydrologicznej tego kraju. Pobyt i organizacja służby miała trwać do 1942, ale z uwagi na wybuch II wojny światowej, przedłużyła się do 1948. W tym czasie został powołany na stanowisko profesora Uniwersytetu Kabulskiego. Badał wtedy m.in. zjawiska sejsmiczne, odkrywając ogniska sejsmiczne w dolinie rzeki Kabul. Napisał też fundamentalne prace z zakresu podziału klimatycznego Afganistanu i jego stosunków wodnych. W 1948 powrócił do Polski i objął katedrę geofizyki na Uniwersytecie Warszawskim. W 1954 wziął udział w polskiej ekspedycji do Nalczyka na Kaukazie dla obserwacji zaćmienia słońca (30 czerwca). Z uwagi na zachmurzenie ekspedycja zakończyła się niepowodzeniem. Zawiedziony brakiem wyników naukowych męczącej wyprawy wyjechał na odpoczynek z córką Joanną studentką fizyki do Zakopanego. Podczas jednej z wycieczek córka zginęła tragicznie w Tatrach, co całkowicie zrujnowało zdrowie Stenza. Po kilku operacjach w kraju i poza granicami zmarł w 1956. Pozostawił po sobie około 150 publikacji naukowych. W ostatnich latach życia był redaktorem naczelnym Acta Geophysica Polonica. W 1954 otrzymał Złoty Krzyż Zasługi, a pośmiertnie Krzyż Oficerski Orderu Odrodzenia Polski. Pochowany na Cmentarzu ewangelicko-augsburskim w Warszawie (aleja 50, grób 19). Materiały archiwalne Edwarda Stenza znajdują się w PAN Archiwum w Warszawie pod sygnaturą III-113.